# Rinorea horneri
Rinorea horneri (Korth.) Kuntze – gatunek roślin z rodziny fiołkowatych (Violaceae). Występuje naturalnie w Wietnamie, Tajlandii, Malezji, Indonezji (w Kalimantanie, na Sumatrze, Celebes i Molukach), na Nowej Gwinei, Wyspach Salomona oraz Filipinach. 

## Morfologia
PokrójZimozielone drzewo lub krzew. Dorastające do 0,6–5 m wysokości.
LiścieBlaszka liściowa ma eliptycznie lancetowaty lub eliptyczny kształt. Mierzy 5–12 cm długości oraz 1,5–6 cm szerokości, jest niemal całobrzega lub ząbkowana na brzegu, ma stłumioną nasadę i spiczasty wierzchołek. Przylistki są lancetowate i osiągają 10–17 mm długości. Ogonek liściowy jest owłosiony i ma 8–25 mm długości.
KwiatyZebrane po 2–20 w wiechach wyrastających z kątów pędów. Mają działki kielicha o lancetowatym kształcie i dorastające do 2–4 mm długości. Płatki są owalnie podługowate, mają białą barwę oraz 3–6 mm długości.
OwoceTorebki mierzące 10-15 mm długości, o jajowatym kształcie.

## Biologia i ekologia
Rośnie w lasach i zaroślach. Występuje na wysokości do 1500 m n.p.m.